# Comuna Lanerivka, Busk
Lanerivka (în ucraineană Ланерівка) este o comună în raionul Busk, regiunea Liov, Ucraina, formată din satele Lanerivka (reședința) și Pobujanî.

## Demografie
Componența lingvistică a comunei Lanerivka
     Ucraineană (99,81%)
     Alte limbi (0,19%)
Conform recensământului din 2001, majoritatea populației comunei Lanerivka era vorbitoare de ucraineană (99,81%), existând în minoritate și vorbitori de alte limbi.